# Adam Devine
Adam Gary Devine (* 25. März 2003 in Glasgow) ist ein schottischer Fußballspieler, der zuletzt bei den Glasgow Rangers unter Vertrag stand.

## Karriere

### Verein
Adam Devine der seit seiner Kindheit bei den Glasgow Rangers in der Jugend spielte, erhielt im September 2020 seinen ersten Vertrag als Profi. Ab dem 6. März 2021 schloss sich Devine zunächst für den Rest der Saison 2020/21 dem schottischen Zweitligisten Partick Thistle als Leihspieler an. Für den ebenfalls in Glasgow beheimateten Verein schaffte er es nur einmal in den Spieltagskader und blieb ohne Einsatz. Die Leihe wurde noch im gleichen Monat beendet und Devine wechselte zum Viertligisten Brechin City. Für den Verein absolvierte er elf Viertligaspiele davon drei als Einwechselspieler. Nach seiner Rückkehr nach Glasgow war Devine neben Connor Allan, Robbie Fraser, Alex Lowry und Robbie Ure einer von fünf Jugendspielern, die bei den Rangers am 8. Juni 2021 neue Verträge unterzeichneten. In der Saison 2021/22 spielte er vorwiegend für das B-Team der „Rangers“, das in der Lowland Football League antrat. Devine gab sein Debüt für die erste Mannschaft der „Rangers“, am 8. Mai 2022, als er im Ligaspiel der Scottish Premiership bei einem 2:0-Sieg gegen Dundee United für James Tavernier eingewechselt wurde. Eine Woche später stand er am letzten Spieltag der Saison gegen Heart of Midlothian in der Startelf von Trainer Giovanni van Bronckhorst. Beim 3:1-Auswärtssieg im Tynecastle Park spielte er zugleich über die komplette Spieldauer im Trikot der „Rangers“.

### Nationalmannschaft
Adam Devine debütierte für Schottland im Jahr 2018 in der U16-Nationalmannschaft gegen England. Zwischen 2019 und 2020 vertrat er die U17 in fünf Länderspielen, bis der Abwehrspieler ab 2021 in der U19-Nationalmannschaft aktiv war.